# 大阪市立長吉東小学校
大阪市立長吉東小学校（おおさかしりつ ながよしひがし しょうがっこう）は、大阪府大阪市平野区にある公立小学校。
大阪市平野区長吉地区の宅地化に伴う児童数の急増に伴い、1964年に大阪市立長吉小学校の分校として開設されたことに始まる。翌1965年に現校名で独立開校したが、さらに児童数が増加したため、同校から大阪市立長吉南小学校を分離している。

## 沿革
- 1964年10月10日 - 大阪市立長吉小学校分校として、現在地に開設。
- 1965年4月1日 - 大阪市立長吉東小学校として独立開校。長吉小学校の3年生以下の学区内の児童を同校に移籍。
- 1967年 - 分校を設置（現在の大阪市立長吉南小学校）。2年生を収容。
- 1968年 - 分校が大阪市立長吉南小学校として分離独立。
- 1995年5月 - 新講堂兼体育館落成。
- 1997年7月 - 新プール完成。
- 2016年4月1日 - 大阪市立長吉六反小学校を統合。

## 通学区域
- 大阪市平野区 長吉六反1丁目、長吉六反2・3丁目（それぞれ一部）、長吉六反4・5丁目、長吉出戸7丁目（一部を除く）、長吉出戸8丁目。

卒業生は基本的に大阪市立長吉六反中学校に進学する。

## 交通・アクセス方法
- Osaka Metro（谷町線）長原駅より北東へ約900m
- 大阪シティバス「長吉城山」バス停より北東へ徒歩数分
- 近鉄バス「クラフトパーク」バス停より南西へ徒歩数分